# Superliga Albanesa (basquetebol)
A Superliga Albanesa de Basquetebol é a competição mais importante do basquetebol masculino da Albânia. É disputado desde 1946, sendo organizado pela Federação Albanesa de Basquetebol (em albanês:  Federata Shqiptare e Basketbollit) sob as normas da FIBA. O clube que historicamente possui maior êxito é o BK Partizani Tirana com 33 títulos nacionais.

## Clubes Atuais
| Clube      | Local   | Fundação | Arena                              | Capacidade |
| ---------- | ------- | -------- | ---------------------------------- | ---------- |
| Ardhmeria  | Tirana  | 2006     | Palácio de Esportes Asllan Rusi    | 3.000      |
| Flamurtari | Vlorë   | 1924     | Palácio de Esportes de Vlorë       | 1.000      |
| Kamza      | Kamëz   | 1962     | Ginásio Esportivo Bathore          | 500        |
| Teuta      | Durrës  | 1925     | Palácio de Esportes Ramazan Njala  | 1.000      |
| Tirana     | Tirana  | 1946     | Palácio de Esportes Farie Hoti     | 3.000      |
| Vllaznia   | Shkodër | 1919     | Palácio de Esportes Qazim Dërvishi | 1.200      |

## Histórico de Campeões
| Temporada | Campeão    |
| --------- | ---------- |
| 1946      | 17 Nëntori |
| 1947      | Ylli Kuq   |
| 1948      | 17 Nëntori |
| 1949      | 17 Nëntori |
| 1950      | 17 Nëntori |
| 1951      | Partizani  |
| 1952      | Partizani  |
| 1953      | Partizani  |
| 1954      | Partizani  |
| 1955      | Teuta      |
| 1956      | Partizani  |
| 1957      | Tirana     |
| 1958      | Partizani  |
| 1959      | Partizani  |

| Temporada | Campeão       |
| --------- | ------------- |
| 1960      | Partizani     |
| 1961      | 17 Nëntori    |
| 1962      | 17 Nëntori    |
| 1963      | 17 Nëntori    |
| 1964      | Partizani     |
| 1965      | 17 Nëntori    |
| 1967      | Vllaznia      |
| 1968      | Partizani(*)  |
| 1969      | Partizani     |
| 1970      | Partizani     |
| 1971      | 17 Nëntori(*) |
| 1972      | Partizani     |
| 1973      | Partizani     |
| 1974      | Partizani     |

| Temporada | Campeão       |
| --------- | ------------- |
| 1975      | Partizani     |
| 1976      | Partizani     |
| 1977      | Partizani     |
| 1978      | Partizani     |
| 1979      | Partizani(**) |
| 1980      | Partizani     |
| 1981      | Partizani     |
| 1982      | Partizani     |
| 1983      | Partizani     |
| 1984      | Partizani     |
| 1985      | Partizani     |
| 1986      | Partizani     |
| 1987      | Partizani     |
| 1988      | Partizani     |

| Temporada | Campeão        |
| --------- | -------------- |
| 1989      | Partizani(***) |
| 1990      | Vllaznia       |
| 1991      | Partizani      |
| 1992      | Partizani      |
| 1993      | Vllaznia       |
| 1994      | Pogradeci      |
| 1995      | Dinamo         |
| 1996      | Partizani      |
| 1997      | Vllaznia       |
| 1998      | Vllaznia       |
| 1999      | Tirana         |
| 2000      | Vllaznia       |
| 2001      | Tirana         |
| 2002      | Tirana         |

| Temporada | Campeão             | Finalista           | Placar |
| --------- | ------------------- | ------------------- | ------ |
| 2003      | Valbona             | Tirana              | 3–0    |
| 2004      | Valbona             |                     |        |
| 2005      | Valbona             |                     |        |
| 2006      | Valbona             | Vllaznia            | 3–0    |
| 2007      | Valbona             | Tirana              | 3–2    |
| 2008      | Tirana              |                     |        |
| 2009      | Tirana              |                     |        |
| 2010      | Tirana              | Studenti            | 3–2    |
| 2011      | Tirana              | UAT                 | 3–0    |
| 2012      | Tirana              | Kamza               | 3–0    |
| 2013      | Kamza               | Vllaznia            | 3–0    |
| 2014      | Vllaznia            | Tirana              | 3–0    |
| 2015      | Vllaznia            | Tirana              | 2–0    |
| 2016      | Vllaznia            | Teuta               | 3–1    |
| 2017      | Tirana              | Vllaznia            | 3-0    |
| 2018      | Tirana              | Teuta               | 3-2    |
| 2019      | Goga                | Teuta               | 3-2    |
| 2020      |                     |                     |        |
| 2021      | Teuta               | Goga                | 3-1    |
| 2022      | Teuta               | Vllaznia            | 3-1    |
| 2023      | Tirana              | KF Besëlidhja Lezhë | 3-2    |
| 2024      | KF Besëlidhja Lezhë | Teuta               | 4-0    |
| 2025      | KF Besëlidhja Lezhë | Teuta               | 3-0    |